# Karl von Müffling
Karl, baron von Müffling, zwany „białym” (Weiss) (ur. 12 czerwca 1775 w Halle, zm. 16 stycznia 1851 w Erfurcie) – pruski wojskowy, marszałek polny (niem. Generalfeldmarschall), uczestnik wojen napoleońskich.
W armii pruskiej od 1790 roku. W 1799 roku pomagał w redakcji słownika wojskowego, którego głównym autorem był porucznik W. von Leipziger. Zimą roku 1802-1803, został kwatermistrzem armii. W 1805 roku w obliczu francuskiej inwazji, awansowany na kapitana (niem. Hauptmann). W roku 1806 Müffling służył pod rozkazami Karla Augusta von Sachsen-Weimar-Eisenach, i marszałka Blüchera. Po klęsce 1806 roku przeszedł do służby cywilnej, w 1813 roku znów został czynnym wojskowym, w sztabie pruskiej Armii Śląska. Przed bitwą pod Waterloo (1815) służył jako łącznik między armiami Blüchera i Wellingtona; umożliwiając współpracę obu armii i walnie przyczyniając się do zwycięstwa nad Napoleonem. Po wojnie dalej specjalizował się w topografii i kartografii. Od 1821 szef sztabu generalnego w Berlinie. W 1832 roku został dowódcą VII Korpusu Armijnego w Münsterze, a w 1837 roku, w stopniu generała piechoty (niem. General der Infanterie), mianowany Gubernatorem Berlina. Funkcję tę pełnił do 1847 roku, kiedy przeszedł w stan spoczynku w stopniu feldmarszałka. 

## Odznaczenia
Odnzaczenia von Müfflinga to między innymi:
- Order Orła Czarnego z brylantami
- Order Pour le Mérite z liśćmi dębu
- Krzyż Żelazny I klasy
- Komandor Orderu Zasługi Wojskowej (Francja)
- Komandor Orderu Łaźni (Wielka Brytania)
- Krzyż Wielki Orderu Gwelfów (Hanower)
- Krzyż Wielki Orderu Ludwika (Hesja)
- Komandor Orderu Wojskowego Wilhelma (Niderlandy)
- Kawaler Orderu Marii Teresy (Austria)
- Order Świętego Andrzeja z brylantami (Imperium Rosyjskie)
- Order Świętego Aleksandra Newskiego z brylantami (Imperium Rosyjskie)
- Order Świętego Jerzego III klasy (Imperium Rosyjskie)
- Order Świętego Włodzimierza] I klasy (Imperium Rosyjskie)
- Order Świętej Anny I klasy z brylantami (Imperium Rosyjskie)
- Krzyż Wielki Sokoła Białego (Saksonia)